# Zhongjianichthys
Zhongjianichthys rostratus
Genre
Genre
Zhongjianichthys est un genre fossile d’agnathes primitifs datant du Cambrien, il y a environ entre 520 et 516 Ma (millions d'années). Il a été découvert en Chine dans la province du Yunnan. Une seule espèce est rattachée au genre, Zhongjianichthys rostratus[réf. nécessaire].

## Description
Ses yeux sont situés derrière le lobe antéro-dorsal et sa bouche n'avait apparemment pas de mâchoire. Il avait peu ou pas d'écailles et une peau épaisse. Nous savons qu'il avait une peau plus épaisse que les autres chordés de l'époque car, contrairement à Myllokunmingia fengjiaoa, aucune empreinte de ses myomères n'a été trouvée. La nageoire ventrale n'est pas très haute et court sur une grande partie de la longueur du corps.
Bien que Zhonjianichthys semble plus évolué que les autres agnathes primitifs de la même époque, en raison de la position arrière des yeux et de sa peau plus épaisse, cela peut être une Convergence évolutive et n'en fait donc pas forcément un précurseur des ancêtres des chordés modernes.
Les nageoires réduites de Zhongjianichthys peuvent indiquer qu'il se déplaçait principalement en glissant/rampant sur le fond et ne nageait pas beaucoup. Cela aurait pu être un facteur dans son évolution vers une peau plus épaisse, comme protection contre les prédateurs

## Répartition
Des spécimens de Zhongjianichthys ont été trouvés dans la formation géologique des schistes de Maotianshan du Cambrien inférieur en Chine. 

## Systématique
Le nom valide complet (avec auteur) de ce taxon est Zhongjianichthys Shu (d), 2003.

### Étymologie
Le nom binominal Zhongjianichthys rostratus — que l'on pourrait traduire par « poisson de Zhongjian à rostre » — se décompose en :
- Zhongjian : en hommage au paléontologue chinois Yang Zhongjian ;
- poisson en grec ancien : ἰχθύς / ichthys ;
- rostré ou « en forme de bec » en latin : rostratus.

Le nom chinois de Z. rostratus (chinois simplifié : 长吻锺健鱼 ; pinyin : zhǎngwěn zhōngjiàn yú ; litt. « bécasse de Zhongjian ») combine par ailleurs le nom personnel Zhongjian (锺健) et l'un des noms de la Bécasse de mer (长吻鱼).

### Publication originale
- (en) Degan Shu, « A paleontological perspective of vertebrate origin », Chinese Science Bulletin, vol. 48, no 8,‎ 2003, p. 725-735 (ISSN 1001-6538, DOI 10.1007/BF03187041)